# Tama (La Rioja)
Pour les articles homonymes, voir Tama.
Tama est une ville de la province de La Rioja, en Argentine, et le chef-lieu du département de General Ángel V. Peñaloza.
Il s'agit d'une localité d'un peu plus de 1 000 habitants située dans une région faiblement peuplée.